# دولة قومية
دولة القومية أو  الدولة الأمة  (وأيضا الدولة-القومية) هي منطقة جغرافية تتميز بإنها تستمد شرعيتها السياسية من تمثيلها أمة أو قومية مستقلة وذات سيادة. الدولة هي كيان سياسي وجيوسياسي بينما دولة القومية هي كيان ثقافي وإثني. مصطلح «دولة القومية» يفيد التقاء وتوافق السياسي الجيوسياسي مع الثقافي والإثني معا، تَشكل «دولة القومية» يمكن أن يحدث في أوقات مختلفة وبقاع مختلفة من العالم. مفهوم الدولة القومية يمكن مقارنته ومباينته مع مفاهيم الدولة متعددة القوميات، الدولة المدينة، الإمبراطورية، والكونفدرالية وأشكال الدولة الأخرى، والتي بدورها قد تتداخل معًا أو مع مفهوم دولة القومية. الصفة الفريدة للدولة القومية هو تماثل وتطابق الشعب مع الكيان السياسي.
الأمة، ضمن الإحساس بالإثنية المشتركة، قد يشمل الشتات أو اللاجئين الذين يعيشون خارج الدولة القومية؛ بعض الدول بهذا الإحساس ليس لديها دولة تسود فيها تلك الإثنية. بمعنى أكثر عمومية فإن الدولة القومية هي ببساطة دولة كبيرة سيادية أو إدارية ذات سيادة. قد تتناقض الدولة القومية مع:
- دولة متعددة القوميات، حيث لا توجد مجموعة إثنية واحدة تهيمن (يمكن اعتبارها أيضًا دولة متعددة الثقافات اعتمادًا على درجة الاستيعاب الثقافي للمجموعات المختلفة).
- دولة مدينة أصغر من «أمة» بمعنى «دولة ذات سيادة كبيرة» والتي قد تكون أو لا تهيمن عليها كل أو جزء من «أمة» واحدة بمعنى الإثنية المشتركة.

## التعقيد
يمكن أن تكون العلاقة بين الأمة (بالمعنى الإثني) والدولة معقدة. إن وجود دولة يمكن أن يشجع التكوين الإثني، ويمكن لجماعة ذات هوية إثنية موجودة مسبقًا أن تؤثر في رسم الحدود الإقليمية أو تطالب بالشرعية السياسية.
لا يوجد إجماع حول هذا التعريف لـ «الدولة القومية». خلُص الأكاديمي فاليري تيشكوف إلى أن «جميع المحاولات لتطوير اتفاق اصطلاحي حول «الأمة» باءت بالفشل».
يناقش ووكر كونور الانطباعات المتعلقة بسمات «الأمة»، و«الدولة (ذات السيادة)» و«الدولة القومية» و«القومية». يناقش أيضًا كونور، الذي أشاع استخدام مصطلح «القومية الإثنية»، الميل إلى الخلط بين الأمة والدولة ومعاملة جميع الدول وكأنها دول قومية. في كتابها «العولمة والانتماء» تناقش شيلا إل. كروشر «المعضلة التعريفية».

## التاريخ والنشوء
هناك نزاع حول تاريخ الدول القومية المبكر ونشوئها. والسؤال النظري الرئيسي هو: «من التي نشأت أولًا، الأمة أم الدولة القومية؟» طور الباحثون من أمثال ستيفن ويبر وديفيد وودورد وميشال فوكو وجيريمي بلاك الفرضية القائلة بأن الدولة القومية لم تنشأ من الحنكة السياسية أو من مصدر غير معروف وغير محدد، ولم تكن حادثة تاريخية أو اختراعًا سياسيًا؛ ولكنها نتيجة ثانوية غير متعمّدة للاكتشافات الفكرية في القرن الخامس عشر في الاقتصاد السياسي والرأسمالية والاتّجارية والجغرافيا السياسية والجغرافيا بالإضافة إلى علم الخرائط والتقدم في تقنيات رسم الخرائط. نشأت الدولة القومية بهذه الاكتشافات الفكرية والتقدم التكنولوجي. بينما يعتقد باحثون آخرون، أن الأمة نشأت أولًا، ثم ظهرت الحركات القومية من أجل السيادة، وأُنشئت الدولة القومية لتلبية هذا المطلب. بعض «نظريات التحديث» للقومية ترى أنها نتاج السياسات الحكومية لتوحيد دولة قائمة مسبقًا وتحديثها. ترى معظم النظريات أن الدولة القومية هي ظاهرة أوروبية نشأت في القرن التاسع عشر، وساعد على ظهورها بعض التطورات مثل التعليم الذي تفرضه الدولة، ومحو الأمية واسع النطاق والإعلام. ومع ذلك، يلاحظ المؤرخون أيضًا بداية ظهور الهوية والدولة الموحدة نسبيًا في البرتغال وجمهورية هولندا.
في فرنسا، يقول إريك هوبسباوم إن الدولة الفرنسية سبقت تشكّل الشعب الفرنسي. يرى هوبسباوم أن الدولة أنشأت الأمة الفرنسية، وليس القومية الفرنسية، التي ظهرت في نهاية القرن التاسع عشر أثناء قضية دريفوس. خلال الثورة الفرنسية عام 1789، كان نصف الشعب الفرنسي فقط يتحدث الفرنسية، وتحدث ما بين 12–13% منهم اللهجة الفرنسية التي توجد في الأدب والمرافق التعليمية وذلك وفقًا لهوبسباوم.
خلال توحيد إيطاليا، كان عدد الذين يتحدثون اللغة الإيطالية أقل. روجت الدولة الفرنسية لتحلّ اللغة الفرنسية المركزية محلّ اللغات واللهجات الإقليمية المختلفة. إن إدخال التجنيد الإجباري وقوانين الجمهورية الثالثة في ثمانينيات القرن التاسع عشر على التعليم العام ساعد على إنشاء هوية وطنية بموجب هذه النظرية.
يعود ظهور بعض الدول القومية مثل ألمانيا وإيطاليا، جزئيًا على الأقل، إلى الحملات السياسية التي قام بها القوميون خلال القرن التاسع عشر. في كلتا الحالتين، كانت المنطقة مقسّمة مسبقًا بين دول أخرى، وبعضها صغير جدًا. كان الشعور بالهوية المشتركة في البداية حركة ثقافية، كما هو الحال في حركة فولكيش في الدول الناطقة بالألمانية، والتي اكتسبت أهمية سياسية بسرعة. في هاتين الحالتين، سبقت المشاعر القومية والحركة القومية توحيد الدولة القومية الألمانية والإيطالية.
صنف المؤرخون هانس كون وليا غرينفيلد وفيليب وايت وآخرون الأمم -مثل ألمانيا أو إيطاليا- التي سبق فيها التوحيد الثقافي توحيد الدولة، كأمم إثنية أو قوميات إثنية. ومع ذلك، فإن محاولات التوحيد القومية «التي قادتها الدولة»، كما هو الحال في فرنسا أو إنجلترا أو الصين، من المرجح أن تزدهر في المجتمعات متعددة الإثنيات، وتنتج تراثًا قوميًا تقليديًا للأمم المدنية أو القوميات القائمة على الأرض. يلغي بعض المؤلفين التمييز بين القومية الإثنية والقومية المدنية بسبب غموض المفاهيم. وهم يناقشون بأن حالة إرنست رينان النموذجية مثالية ويجب تفسيرها ضمن التقاليد الألمانية وليس مع ما يتعارض معها. على سبيل المثال، هم يجادلون بأن الحجج التي استخدمها رينان في محاضرة «ما هي الأمة؟» لا تنسجم مع تفكيره. سيتم تحديد هذا المفهوم المدني المزعوم للأمة فقط في حالة خسارة الألزاس واللورين في الحرب الفرنسية البروسية.
كانت فكرة الدولة القومية وما تزال مرتبطة بظهور النظام الحديث للدول، وغالبًا ما يطلق عليه «نظام وستفاليا» في إشارة إلى معاهدة وستفاليا (1648). يتميّز هذا النظام بتوازن القوى الذي يعتمد على فعاليته في كيانات محددة بوضوح وخاضعة لسيطرة مركزية ومستقلة، سواء كانت إمبراطوريات أو دولًا قومية، تعترف بسيادة وإقليم كل منها. لم ينشئ نظام وستفاليا الدولة القومية، لكن الدولة القومية تطابق معايير الدول المكونة له (بافتراض عدم وجود منطقة متنازع عليها).
تلقت الدولة القومية دعامة فلسفية في عصر الرومانسية، في البداية باعتبارها تعبيرًا «طبيعيًا» للشعوب الفردية (القومية الرومانسية: انظر إلى مفهوم يوهان غوتليب فيشته للشعب (فولك)، الذي عارضه إرنست رينان في وقت لاحق). أدى التركيز المتزايد على الأصول الإثنية والعرقية للأمة خلال القرن التاسع عشر إلى إعادة تعريف الدولة القومية بهذه المصطلحات. ارتبطت العنصرية، التي كانت في نظريات بولانفلييه معادية للوطنية ومعادية للقومية بأساسها، بالإمبريالية الاستعمارية و«الإمبريالية القارية»، ولا سيما في حركات الشعوب الجرمانية والقومية السلافية.
وصلت العلاقة بين العنصرية والقومية الإثنية إلى ذروتها مع الفاشية والنازية في القرن العشرين. الجمع المحدد بين «الأمة» («الشعب») و «الدولة» المعبر عنهما بعبارات مثل Völkische Staat والمطبقة في قوانين مثل قوانين نورمبرغ لعام 1935 جعلت الدول الفاشية مثل ألمانيا النازية المبكرة مختلفة نوعيًا عن الدول القومية غير الفاشية. لم تعد الأقليات جزءًا من الشعب (فولك)، وبالتالي حُرمت من أن يكون لها دور حقيقي أو مشروع في مثل هذه الدولة. في ألمانيا، لم يُعتبر اليهود والغجر جزءًا من الشعب وتعرّضوا للاضطهاد على وجه التحديد. يُعرِّف قانون الجنسية الألمانية «الألمانية» على أساس الأصل الألماني، ويستثني غير الألمان جميعهم من الشعب.
في السنوات الأخيرة، تعرضت مطالبة الدولة القومية بالسيادة المطلقة داخل حدودها لانتقادات كثيرة. كان هناك نظام سياسي عالمي قائم على الاتفاقيات الدولية والكتل فوق الوطنية ميّز حقبة ما بعد الحرب. يُنظر على نطاق واسع إلى الجهات الفاعلة غير الحكومية، مثل الشركات الدولية والمنظمات غير الحكومية، على أنها تقوّض القوة الاقتصادية والسياسية للدول القومية، ما قد يؤدي إلى اختفائها النهائي.